# Toluca Lake
Toluca Lake é um distrito do vale de São Fernando, região da cidade de Los Angeles, no estado da Califórnia. Situa-se no sudeste do vale, entre a cidade de Burbank, o distrito de Los Angeles North Hollywood e a área da Universal City. O perímetro da zona histórica são Cahuenga Boulevard, Clybourn Avenue, Camarillo Street e do rio Los Angeles. Fritz Coleman é o prefeito honorário de Toluca Lake.
Vários condomínios complexos e apartamentos estão localizados em Toluca Lake, juntamente com Riverside Drive e Moorpark Way. O primeiro condomínio complexo a ser construído está na 10470 Riverside Drive, erguido em 1974. Marcada pela tranquilidade de seus bairros, Toluca Lake está a 12 milhas ao norte do centro de Los Angeles, favorecida pelos profissionais de Hollywood por estarem "fora da cidade", enquanto ainda residem dentro dos limites de Los Angeles. Está entre dois grandes estúdios, Universal Studios, ao sul e Warner Bros, ao leste.
As montanhas de Santa Mônica rodeiam as calmas e pitorescas ruas e oferecem muitas oportunidades recreativas. Com terreno de seis hectares, Toluca Lake oferece pesca, natação e canoagem. O privado Lakeside Golf Club envolve cerca de Toluca Lake, o que é completamente cercada pela propriedade privada, e foi visto por muito poucos que não sejam residentes ou visitantes ao domicílio ou ao Golf Club.
A curva, o alinhamento de árvores e o diversificado conjunto de casas é um dos lugares favoritos para a televisão e filmes de escoteiros. O ex-ator e 40º presidente dos Estados Unidos, Ronald Reagan, teve seu casamento com sua segunda esposa Nancy Reagan, no Toluca Lake na casa do ator William Holden em 4 de Março de 1952.

## Cultura popular
- Na franquia de horror sobrenatural Silent Hill, Toluca Lake é o nome do lago em torno do qual a cidade fictícia de Silent Hill está localizada.
- A terceira parte do filme de Quentin Tarantino Pulp Fiction - "The Bonnie Situation" - foi filmada em Toluca Lake.